# 曲伟
曲伟（？—），男，汉族，黑龙江绥棱人，中华人民共和国政治人物。现任中国航天科技集团有限公司第十一研究院研究员。第十二、十三、十四届全国政协委员。